# XHRUV-FM
XHRUV-FM 90.5 MHz, Radio UV o Radio Universidad Veracruzana es una estación de radio universitaria perteneciente a la Universidad Veracruzana. Inició transmisiones el 15 de septiembre de 1944 de forma paralela a la fundación de la universidad con una potencia de 200 watts en los 580 kHz como XEJJ en 1946.
Fue hasta el año de 1979 en donde se modificó su distintivo de llamada a XERUV con una potencia de 10,000 Watts en los 1550 kHz. Tras años de transmisión y a través de un permiso por separado en el año 2014, la estación obtuvo una frecuencia hermana en la FM, siendo ésta la XHRUV-FM 90.5 MHz e iniciando sus primeras transmisiones de prueba en junio de 2014.
En junio de 2016, se anunció que la estación XERUV-AM 1550 kHz cesaría sus transmisiones por problemas en la renovación de la concesión otorgada, continuando a través del 90.5 MHz en FM y con una nueva parrilla de programación, para hacerla más atractiva a la población.
Tras un par de años de silencio en AM y haber de solicitado un nuevo permiso, finalmente el 23 de enero de 2019, el pleno del IFT concede a Radio Universidad Veracruzana la autorización para poder operar en la frecuencia de amplitud modulada una nueva concesión de uso público, bajo las siglas XECPAD-AM en los 1300 kHz con una vigencia de 15 años, permitiendo mantener su señal emitida en FM a través de ésta.
Cabe señalar que es la tercera estación de radio universitaria más antigua de México, solo superada por Radio UNAM que inició transmisiones en 1937 y la radio de la Universidad Autónoma de San Luis Potosí que lo hizo en 1938. Desde su fundación Radio UV ha difundido música clásica, programas culturales y de opinión, en apego a sus títulos sociales de concesión.